# Nykøbing F Station
Nykøbing F Station er en dansk jernbanestation i Nykøbing Falster. Stationen er central for transport på Lolland-Falster, da den forbinder tog fra København og Hamborg med Lollandsbanen. Tidligere har der også været jernbaner til Gedser, Stubbekøbing og Nysted. Nykøbing Busterminal ligger ved stationen.

## Eksisterende strækninger
I 1872 kom jernbanen til Nykøbing fra Orehoved, hvorfra der var færgeoverfart til Sjælland ved Masnedsund. I 1884 blev færgeoverfarten afkortet til Masnedø-Orehoved efter opførelse af den første Masnedsundbro mellem Sjælland og Masnedø samt anlæg af jernbane over Masnedø fra Masnedsund til Storstrømmen. Med indvielsen af Storstrømsbroen i 1937 fik Nykøbing Falster direkte forbindelse med Sydbanen på Sjælland.
I 1875 blev den gamle jernbanebro over Guldborg Sund indviet, så Nykøbing fik forbindelse med Lollandsbanen (Guldborg Sund-Maribo-Nakskov), der var åbnet i 1874.
I 1963 blev Fugleflugtslinjen indviet. Den omfattede bl.a. en ny direkte jernbanelinje Nykøbing Falster-Rødby Færge. I samme forbindelse fik Nykøbing sin nuværende stationsbygning, der er i samme byggestil som f.eks. Holbæk Station og Skive Station.

## Nedlagte strækninger
I 1886 blev Gedserbanen (Nykøbing Falster-Gedser) indviet. Den blev nedlagt i 2009. Skinnerne ligger der endnu.
Nystedbanen (Nagelsti-Nysted) blev åbnet i 1910. Togene kørte til og fra Nykøbing, men benyttede Lollandsbanens spor mellem Nykøbing og Nagelsti trinbræt, der på Lollandsbanen hedder Øster Toreby station. I 1911 blev Stubbekøbingbanen (Stubbekøbing-Nykøbing) åbnet. Begge Stubbekøbing-Nykøbing-Nysted Banens strækninger blev nedlagt i 1966 - på Nystedbanen blev persontrafikken dog nedlagt allerede i 1961.

## Nykøbing Falster Havnebane
Havnebane og havnespor blev anlagt med hjemmel i lov af 26. februar 1869. I 2005 blev Trafikministeren bemyndiget til at nedlægge sporene, i alt ca. 1500 m, som ikke længere var i drift. Bemyndigelsen blev udnyttet i 2012, da Nykøbing Falster Havn ønskede at fjerne sporene. Skinnerne er fjernet på Brovejen, hvor banen var til særlig gene for trafikken, især cyklisterne, fordi banen krydsede vejen på skrå.
- Havnebanen grener fra hovedsporet øst for Brovejen
- Brovejen, hvor skinnerne blev fjernet efter nedlæggelsen
- Havnebanens skinner fortsætter vest for Brovejen
- Sti til Lollandsgade krydser havnebanens tilgroede spor
- Havnebanen krydser Markedsgade
- Havnebanen krydser Nyvej
- Havnebanen krydser Fejøgade
- Havnespor vest for Havnepladsen

## Antal rejsende
Ifølge Østtællingen 2008 var udviklingen i antallet af dagligt afrejsende:
| År   | Antal |
| ---- | ----- |
| 2003 | 1.560 |
| 2004 | 1.480 |
| 2005 | 1.540 |
| 2006 | 1.469 |
| 2007 | 1.463 |
| 2008 | 1.466 |